# 我的野蠻女友 (日本電視劇)
《我的野蠻女友》是由2008年4月20日起，逢星期日21:00至21:54（日本時間）於TBS上播放的日本電視劇，是由2001年的韓國電影及韩国金浩植网路小说《我的野蠻女友》所翻拍改編，由草彅剛以及田中麗奈所主演。首集延長至22:09。

## 幕後人員
- 劇本：坂元裕二
- 導演：土井裕泰、山室大輔、川嶋龍太郎
- 企劃：伊與田英徳
- 音樂：河野伸
- 製作協力：シン・シネ・コミュニケーションズ（韓國的電影製作公司。代表者はシン・チョル）、傑尼斯事務所
- 製作：TBS電視臺
- 製作著作：TBS

## 演員
- 眞崎三朗：草彅剛
- 髙見凛子：田中麗奈
- 淺倉南：松下奈緒
- 林田若葉：大石参月

### 夏目研究室
- 如月春夏：鈴木惠美
- 五藤茂市：山田親太朗
- 湯江朝美：千野裕子
- 嶋木優衣：小久保利恵
- 曾根雅史：
- 祐天寺柚子：松嶋尚美
- 數島健作：谷原章介
- 夏目圭輔：上川隆也

## 主題歌
-  - 米米CLUB

## 客串演出
第1集
- 張赫（鄭勇俊）
- 八名信夫
- （竹田明子）
- 蛭子能收
- 松澤一之
- ROLLY
- 德山昌守
- 中西學
- 岩佐真悠子
- 加藤康起
- 小野敦子

第3集
第4集
- 福井博章
- 岩尾望（Football Hour）
- 貫地谷栞

第5集
- 貫地谷栞

第6集
- 大東俊介
- 貫地谷栞

## 播放日期、副題、收視率
| 各回戰            | 播放日期      | 原文副題 | 中文副題             | 導演       | 收視率 |
| ----------------- | ------------- | -------- | -------------------- | ---------- | ------ |
| 1回戰             | 2008年4月20日 |          | 史上最凶的戀愛       | 土井裕泰   | 13.5%  |
| 2回戰             | 2008年4月27日 |          | 戀愛是看時機的       | 土井裕泰   | 11.5%  |
| 3回戰             | 2008年5月4日  |          | 哪裡的地方回來？     | 山室大輔   | 8.7%   |
| 4回戰             | 2008年5月11日 |          | 命運是殘酷的         | 川嶋龍太郎 | 7.0%   |
| 5回戰             | 2008年5月18日 |          | 愛情生活             | 山室大輔   | 8.0%   |
| 6回戰             | 2008年5月25日 |          | 未來的禮物           | 山室大輔   | 7.6%   |
| 7回戰             | 2008年6月1日  |          | 愛的旋律～君的珍寶   | 土井裕泰   | 6.9%   |
| 8回戰             | 2008年6月8日  |          | 意外的對手           | 川嶋龍太郎 | 6.3%   |
| 9回戰             | 2008年6月15日 |          | 感情宣言             | 山室大輔   | 5.9%   |
| 10回戰            | 2008年6月22日 |          | 無法到達的情懷       | 土井裕泰   | 7.4%   |
| 最終戰            | 2008年6月29日 |          | 淚的最終回～命運的愛 | 土井裕泰   | 7.2%   |
| 平均收視率為8.30% |               |          |                      |            |        |

## 與原作不同之處
- 女主角的名字
  - 原作並沒有交代女主角的真正名字（可能叫做「宋明熙」）；而日版則清楚交代姓名是「高見凜子」。

- 女主角的前男友
  - 原作並沒有詳細交代女主角前男友的背景以及死因；而日版卻詳細交代前男友的姓名、年紀、職業以及死因。
  - 雖然原作並沒有詳細交代女主角前男友的死因，但亦不難估計他是死於意外（以說他是意外遇溺身亡為多）；而日版則明確確定前男友是身患絕症而死。
  - 原作女主角的前男友身份神祕，而且並沒有正式「出鏡」，他只是在女主角寫信給男主角時，以不露面的方式出現；而日版則前男友不但出現，而且更與男主角會面。
  - 原作去到最後才交代女主角前男友的去向，而且是女主角自述的經歷；而日版則是在初段交代女主角前男友突然失蹤，然後再由男主角發現他原來因病而離開女主角，而女主角則一直蒙在鼓裡。
  - 原作女主角前男友的事，是整套作品的轉折點，亦是帶動整套作品的高潮所在；而日版則被安排為一個「中途站」，高潮位並不在此。

- 男女主角之間的關係
  - 原作對男女主角的關係，並沒有太明確確定男女朋友關係，女主角只是在多年後的樹下，對相遇的老伯聲稱男主角是她的男友；而日版卻在中段確認了大家的身份，另外男女主角本身是鄰居。

- 男女主角的職業
  - 原作男主角是一名學生，而日版則是大學教授。
  - 原作女主角也是一名學生，而日版卻沒有詳細交代她的真正職業。

- 男女主角之間的感情波折
  - 原作中男女主角之間的感情波折，只得女主角心中的鬱結；而日版則較原作的複雜得多，除了女主角「前男友」和「未婚夫」之外，男主角的初戀情人（淺倉南）亦牽涉其中。

- 女主角的攻擊
  - 原作女主角對男主角的攻擊是揮拳打面；日版則是腳踢下體。
  - 原作女主角經常恐嚇男主角是否想死；日版則是經常說要打／殺死男主角。

- 嘔吐場面
  - 原作女主角是吐在一位坐在地鐵車廂中的老伯的假髮上；而日版則是直接吐向男主角的身上。

- 鋼琴演奏
  - 原作彈奏《Canon in D Major》的是女主角，而日版則是男主角。

- 戒條
  - 兩個版本都有戒條，內容針對男主角如何和女主角相處所作出的建議；原作是給女主角的相親對象，日版則是給女主角的未婚夫。兩個版本的細節都有相似以及不同之處，其中日版的男主角更將細節抄下，交給女主角的未婚夫。
  - 聽過戒條過後，原作的女主角立即飛奔尋找剛離開的男主角；日版的女主角則仍然堅持離開。

- 廣播
  - 兩個版本都有主角所發出的廣播，原作是發生在地鐵站，日版則發生在機場。
  - 原作的廣播是女主角為尋找男主角；日版則是男主角在機場極力挽留女主角而作出廣播。

- 劇情編排
  - 原作在「相親」及「前男友的事」的安排，是「先相親後前男友的事」：而日版則是「先前男友的事後相親」。
  - 原作故事只有男女主角一條感情主線；而日版則多了一條感情副線－－淺倉南與夏目圭輔，其中淺倉南更介入男女主角之間的感情。

- 時間囊
  - 原作的時間囊是一個鵝蛋形狀的大膠囊；而日版則是一個短身平蓋器皿。
  - 原作埋藏時間囊的地方是在山頂；而日版則是在海邊礁石土堆，以及之後的海底。
  - 原作時間囊埋藏的地方正好在樹下，不過日版埋藏時間囊的地方附近也有一棵樹。
  - 原作時間囊是藏著男女主角互相撰寫給對方的書信；日版則是一對戒指。
  - 原作男主角挖出時間囊看過究竟後，他把它重新埋回在泥土下；日版男主角則是把時間囊拋下海。

- 離別前最後說話
  - 原作男主角是走到另一邊山頭；而日版則是另一邊礁石土堆。
  - 原作女主角不斷向男主角大喊「對不起」；而日版女主角則是不斷大喊「笨蛋」繼而「再見」。
  - 原作女主角給男主角的書信，是在男主角「一年之約」那時才由男主角打開；而日版則本是女主角替人代筆求婚的「情信」，而且男主角更是在稍後不久的時間便知道信中內容。

- 再次相遇
  - 原作女主角要到相約時間後兩年才應約；而日版則是按時到達，但女主角卻去錯地方。
  - 原作男女主角是在相親的時候再次相遇；而日版則是在車站。
  - 原作男女主角在相約的地方，把所有事都弄清後大家才再次相遇；日版則女主角在相遇男主角後，曾經返回相約的地方弄清一件事，而且男女主角最後更一同返回該處。

- 樹下老人
  - 原作曾經暗示樹下老人是未來的男主角；而日版則只是路過的老人。

## 外部連結
- 官方網站 （页面存档备份，存于）

## 作品的變遷
| 日本 TBS 日曜劇場 星期日21:00        | 日本 TBS 日曜劇場 星期日21:00          | 日本 TBS 日曜劇場 星期日21:00 |
| ------------------------------------ | -------------------------------------- | ----------------------------- |
|                                      | 我的野蠻女友 （2008.4.20 - 2008.6.29） |                               |
| 佐佐木之戰 （2008.1.20 - 2008.3.23） | Tomorrow （2008.7.6 - 2008.9.7）       |                               |